# Woiwodschaft Minsk

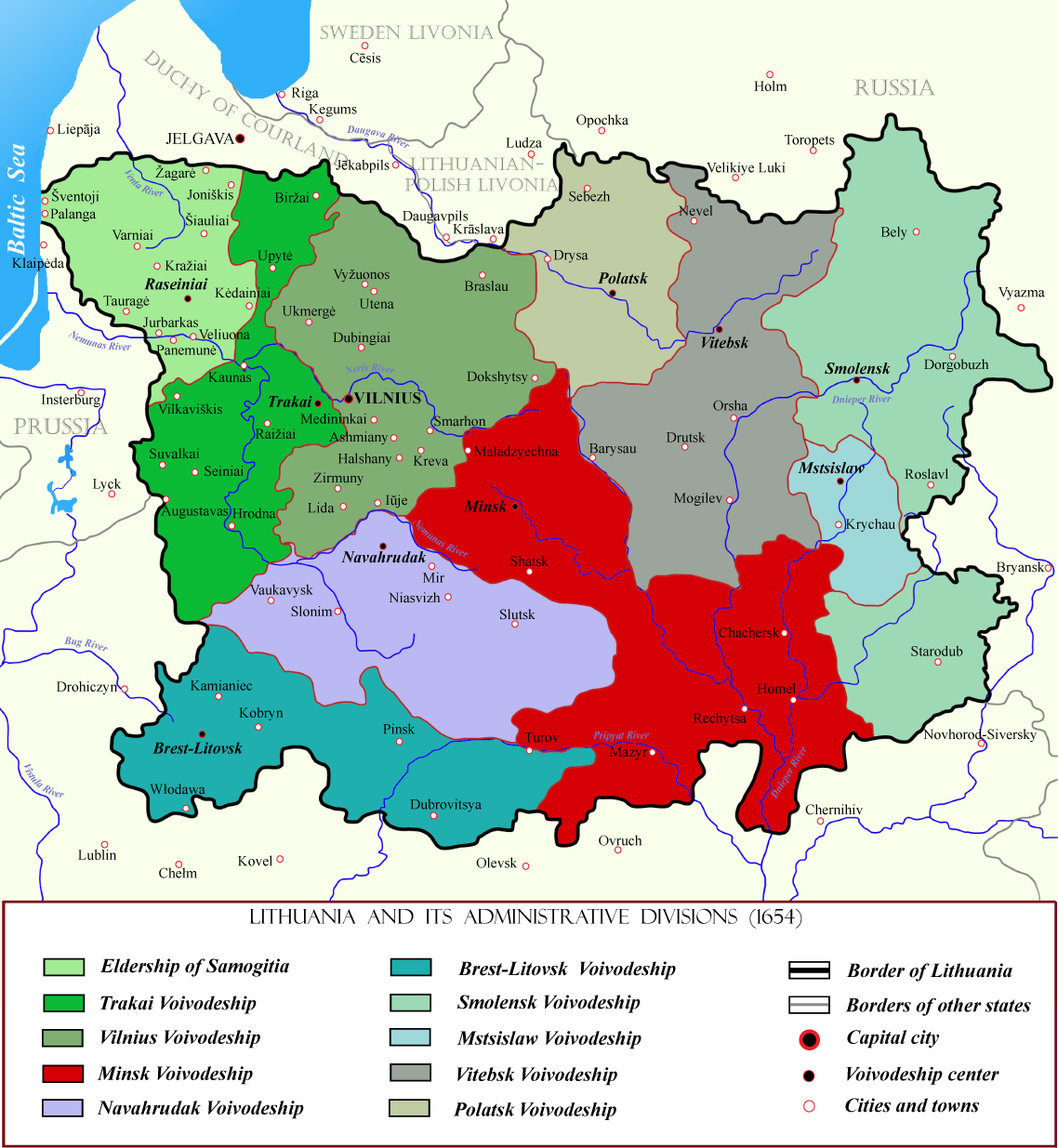
Woiwodschaft Minsk (rot) im Großfürstentum Litauen im 17. Jahrhundert

Die Woiwodschaft Minsk (polnisch Województwo mińskie) war eine Verwaltungseinheit des Großfürstentum Litauen in der polnisch-litauischen Adelsrepublik von 1566 bis 1792, im heutigen Belarus und der Ukraine.
Sitz war Minsk.
Die Woiwodschaft war gegliedert in die
- Powiat Minsk, Hauptort Minsk
- Powiat Retschyza, Hauptort Retschyza
- Powiat Masyr, Hauptort Masyr

Es gab einen Kastellan in Minsk.

## Geschichte
Die Woiwodschaft Minsk wurde 1566 errichtet und umfasste die Powiate Minsk und Retschyza. Im Jahre 1569 wurde der Powiat Masyr aus der Woiwodschaft Kiew angeschlossen.
Im Zuge der Ersten Teilung Polens 1772 kamen die östlichen Gebiete an das Russische Kaiserreich. Im Zuge der Zweiten Teilung Polens 1793 kam es gänzlich an das Russische Kaiserreich und sein Territorium wurde zum Teil in das Gouvernement Minsk umgewandelt.

## Woiwoden
Die Woiwoden waren
- Jan Gronostaj (1566–1576)
- Mikołaj Pawłowicz Sapieha (1576–1588)
- Bohdan Sapieha (1588–1593)
- Jan Abramowicz (1593–1596)
- Andrzej Zawisza (1596–1598)
- Jan Dominikowicz Pac (1600–1610)
- Mikołaj Sapieha (1611–1618)
- Baltazar Strawiński (1631–1633)
- Aleksander Słuszka (1633–1638)
- Mikołaj Sapieha Pobożny (1638)
- Aleksander Massalski (1638–1643)
- Andrzej Massalski (1643–1645)
- Aleksander Ogiński (1645–1649)
- Gadeon Rajecki (1649–1654)
- Krzysztof Rudomina Dusiacki (1654–1655)
- Krzysztof Ciechanowiecki (1655)
- Jan Sebastian Kęsztort (1656–1667)
- Kazimierz Białłozor (1667–1680)
- Michał Siesicki (1680–1698)
- Władysław Jozafat Sapieha (1699–1709)
- Krzysztof Zenowicz (1709–1717)
- Krzysztof Stanisław Zawisza (1720–1721)
- Jan Kazimierz Żaba (1724–1754)
- Jan August Hylzen (1754–1767)
- Józef Jerzy Hylzen (1767–1770)
- Tadeusz Bużyński (1770–1773)
- Józef Radziwiłł (1773–1784)
- Adam Chmara (1784–1793)